# Hetényegyháza alsó megállóhely
Hetényegyháza alsó megállóhely egy megszűnt Bács-Kiskun vármegyei vasúti megállóhely, melyet a MÁV üzemeltetett Kecskemét Hetényegyháza nevű külvárosi városrészében.

## Elhelyezkedése
A belterület északi szélén helyezkedett el, a mai Huszka Lajos utca vasúti keresztezése közelében, közúti elérését csak az említett utca, mint alsóbbrendű települési út biztosította.

## Vasútvonalak
A Hetényegyháza–Kerekegyháza-vasútvonal egyik megállója volt, személyvonat utoljára 1974. december 31-én érintette.

## Kapcsolódó állomások
A megállóhelyhez az alábbi állomások vannak a legközelebb:
- Hetényegyháza vasútállomás
- Szarkás megállóhely